# Dominik Sędzimir
Dominik Sędzimir (ur. 20 czerwca 1728 w Małopolsce, zm. 1 listopada 1782 we Lwowie) – polski filozof, teolog, jezuita.

## Biografia
Wstąpił do zakonu jezuitów (1742) i odbył nowicjat w Krakowie. Studiował filozofię w kolegium jezuitów w Kaliszu (1745-1748), a następnie teologię w kolegium jezuitów w Lublinie. Następnie udał się na studia zagraniczne. Studiował teologię w Collegium Romanum w Rzymie (1753-1755), oraz matematykę i fizykę (pod kierunkiem Karla Scherffera) w Wiedniu (1755-1757) . 
Wrócił do kraju by objąć Katedrę Filozofii w nowo utworzonym przez biskupa Wacława Sierakowskiego kolegium jezuitów w Przemyślu (1757-1759). Jako dziekan Wydziału Filozofii, uczył również filozofii (1759-1761), Pisma Świętego i prawa kanonicznego (1761-1763) i teologii scholastycznej i polemicznej (1763-1771) w kolegium jezuitów we Lwowie, przekształconym wtedy na krótko w Akademię. Następnie wykładał teologię w kolegium jezuitów w Lublinie (1771-1773) . 
W 1773 dokonano kasaty zakonu jezuitów. Sędzimir w dalszym ciągu współpracował z arcybiskupem Sierakowskim, od 1775 był proboszczem w Jodłowej a następnie (od 1782) scholastykiem katedralnym we Lwowie i kanonikiem kamienieckim . 

## Myśl filozoficzna
Podstawową pracą filozoficzną jest Propositiones ex universa philosophia selectae (1759), poświęcone zróżnicowanym zagadnieniom: od metafizyki (w tym psychologię i teologię), poprzez logikę i fizykę. Jego twórczość mieści się w ramach arystotelizmu chrześcijańskiego, z wpływami suarezjanizmu. Sędzimir podejmował dialog z nowożytnymi koncepcjami naukowymi i filozoficznymi, nie odrzucając ich, ale wskazując pewne racje które nakazywałyby je rozważyć, np. przyznaje pierwszeństwo kosmologicznej koncepcji Tychona Brahe przed koncepcją Kopernika ze względu na "racje zewnętrzne" (prawd. doktrynę Kościoła), ale ze wzlędów na "racje wewnętrzne" nakazuje go przyjąć jako hipotezę. Sędzimir często sięgał po filozofów świeckich: Kartezjusza, Leibniza, Scherffera, Pourchota i Genovesiego. Jako jeden z pierwszych jezuitów przychylnie, choć krytycznie, analizował prace Kartezjusza, wskazując, że choć ten błądzi, to prowadzi do dobrego myślenia .

## Dzieła
- (1757) Oratio, qua studium philosophiae juventuti semper utili, maxime vero Juventuti Polonae Nobili necessarium commendatur, Przemyśl,
- (1757) Łacińskie kazanie na pogrzebie T. Dunina SJ; Przemyśl,
- (1759) Propositiones ex universa philosophia selectae, Przemyśl,
- (1760) Łacińska laudacja podczas ingresu biskupa Sierakowskiego do katedry we Lwowie.